# Lucio Aurelio Orestes (cónsul 126 a. C.)
Lucio Aurelio Orestes  fue un político y militar de la República romana.

## Familia
Era hijo del cónsul del año 157 a. C. Lucio Aurelio Orestes.

## Carrera política
Fue cónsul en 126 a. C. junto con Marco Emilio Lépido.
Fue enviado a Cerdeña para someter a los habitantes de la isla que se habían sublevado contra Roma, como ya lo habían hecho anteriormente. Orestes permaneció durante tres años en la provincia hasta que consiguió dominar la revuelta. A su regreso a Roma en el año 122 a. C. celebró un triunfo.
En la isla tuvo como cuestor a Cayo Graco, el cual tuvo una actuación destacada en las obligaciones del cargo. También sirvió con Orestes el que fue posteriormente cónsul del año 115 a. C. Marco Emilio Escauro.
Este Aurelio Orestes obtuvo una mención, junto con su hermano Cayo Aurelio Orestes, en la lista de oradores en el Bruto de Cicerón, quien, sin embargo, solo dice de ellos, quos aliquo video in numero oratorum fuisse.